# کانتون ال چاکو
کانتون ال چاکو (به اسپانیایی: Cantón El Chaco) یک منطقهٔ مسکونی در اکوادور است که در استان ناپو واقع شده‌است.